# Webisodi di High Maintenance

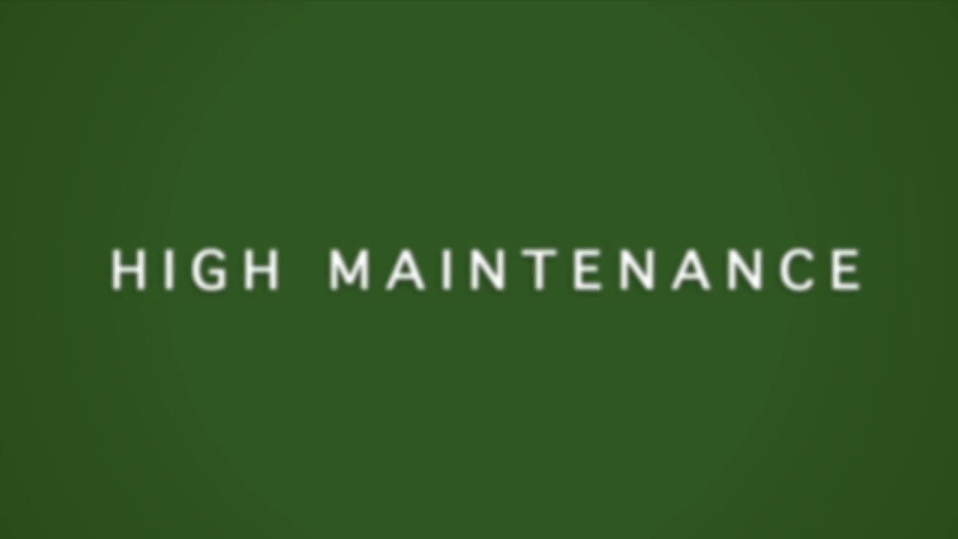
Logo della serie.

I webisodi della serie televisiva High Maintenance, composti da 6 stagioni, sono stati pubblicati negli Stati Uniti su Vimeo dal 9 novembre 2012 al 5 febbraio 2015.
| Stagioni | Episodi | Titolo     | Pubblicazione    |
| -------- | ------- | ---------- | ---------------- |
| 1        | 1       | Stevie     | 9 novembre 2012  |
| 1        | 2       | Heidi      | 9 novembre 2012  |
| 1        | 3       | Jamie      | 9 novembre 2012  |
| 2        | 1       | Olivia     | 17 gennaio 2013  |
| 2        | 2       | Helen      | 17 gennaio 2013  |
| 2        | 3       | Trixie     | 17 gennaio 2013  |
| 2        | 4       | Dinah      | 20 febbraio 2013 |
| 3        | 1       | Jonathan   | 20 aprile 2013   |
| 3        | 2       | Elijah     | 20 aprile 2013   |
| 3        | 3       | Brad Pitts | 20 aprile 2013   |
| 4        | 1       | Qasim      | 28 novembre 2013 |
| 4        | 2       | Matilda    | 4 febbraio 2014  |
| 4        | 3       | Rachel     | 4 febbraio 2014  |
| 5        | 1       | Ruth       | 11 novembre 2014 |
| 5        | 2       | Geiger     | 11 novembre 2014 |
| 5        | 3       | Genghis    | 11 novembre 2014 |
| 6        | 1       | Sufjan     | 5 febbraio 2015  |
| 6        | 2       | Esme       | 5 febbraio 2015  |
| 6        | 3       | Sabrina    | 5 febbraio 2015  |